# Governo Autonomo del Khorasan
Il Governo Autonomo del Khorasan fu uno Stato militare di breve durata, istituito nell'odierno Iran in virtù di un colpo di Stato, il 2 aprile 1921, e crollò pochi mesi dopo, il 6 ottobre 1921. L'area amministrata dallo Stato era di circa 388.332 chilometri quadrati e la sua capitale fu Mashhad.

## Istituzione
Il 2 aprile 1921, il colonnello Pesyan, capo della gendarmeria del Khorasan, insieme a suo cugino, il generale Heydargholi Pesyan, comandante della Brigata cosacca iraniana, fece rimuovere Ahmad Qavam, il Governatore Generale del Khorasan con un colpo di Stato militare. Qavam e molti altri personaggi dominanti in Khorasan furono tutti accusati di evasione fiscale, le cui prove furono fornite a Pesyan da un belga di nome Dubois che era Direttore delle Entrate del Khorasan.
Mentre Qavam era in prigione a Teheran, Pesyan fu dichiarato Governatore Generale del Khorasan e lo gestì in modo autonomo anche se era un sostenitore di Seyyed Żiyāʾ al-Dīn Ṭabāṭabāʾī, allora Primo Ministro della Persia.
Nel maggio 1921, Qavam fu liberato dalla prigione e Ṭabāṭabāʾī non fu più Primo Ministro. Qavam divenne Primo Ministro e pianificò una vendetta contro Pesyan. A partire dal 30 maggio 1921, Pesyan dichiarò che il Khorasan era completamente autonomo e istituì un Comitato nazionale del Khorasan. Il comitato avviò un programma di piani e riforme, ma dovette affrontare una feroce opposizione da parte di alcuni leader tribali e religiosi.

## Battaglie
Diversi leader tribali che avevano perso la maggior parte delle loro ricchezze e dei loro beni a causa dei programmi di riforma di Pesyan furono sostenuti dal governo di Qavam. Pertanto, l'11 agosto 1921 ebbe luogo la prima battaglia tra un distaccamento di gendarmi in un villaggio vicino a Kariz, al confine con l'Afghanistan, e le forze del capo hazara Shujāʿ al-Mulk. I gendarmi sconfissero gli insorti che fuggirono a Mashhad. Questa sconfitta si tradusse nella nomina di Shawkat al-Dowlah, rivale di Shujāʿ al-Mulk a Governatore di Torbat-e-Jam, con il compito di affrontare i disordini e d'inviare forti forze di gendarmeria il 20 agosto 1921.
Nel settembre del 1921 le forze di gendarmeria di Kariz, Torbat-e-Jam, Torbat-e Heydariyye sconfissero la forte componente confederale tribale degli hazara, beluci e di turchi qaraj, in una battaglia che ebbe luogo a Bakharz. Shujāʿ fuggì in Afghanistan e i disordini tribali nel sud-est furono fermati.
Il 3 ottobre 1921 lo stesso Pesyan andò in battaglia, guidando personalmente i suoi 150 gendarmi a combattere una forza tribale della coalizione curda che aveva più di 1.000 uomini, guidati dal Sardar di Bojnurd e da Tāj Moḥammad Khān di Quchan, che furono anche aiutati finanziariamente e militarmente dal governo filo-britannico persiano di Ahmad Qavam. Pesyan e il suo piccolo esercito furono circondati dai curdi e massacrati. La testa di Pesyan fu tagliata come prova della sua morte e inviata a Qavam.

## Dissoluzione
Dopo la morte di Pesyan, il comitato non era più unito. Una nuova rivalità si manifestò tra Nowzari e Ismail Khan Bahador, partigiani di Pesyan. Nowzari riuscì a prendere il controllo del Khorasan e si arrese al governo della Persia. Nel novembre 1921 una forte forza militare di gendarmi e cosacchi arrivò a Mashhad e affidò i compiti amministrativi al Governatore Generale della provincia appena nominato.